# George S. Clinton
George Stanley Clinton (n. 17 iunie 1947, Chattanooga⁠(d), Tennessee, SUA) este un compozitor american.

## Discografie
Această listă este generată cu date din Wikidata și este actualizată periodic de un robot.
 Editările făcute în listă vor fi șterse la următoarea actualizare!
| Titlu                                      | Data lansării                                                  | Țară                                             | Regie                          |
| ------------------------------------------ | -------------------------------------------------------------- | ------------------------------------------------ | ------------------------------ |
| Still Smokin                               | 1983-05-06                                                     | Statele Unite ale Americii                       | Tommy Chong                    |
| Cheech & Chong's The Corsican Brothers     | 1984                                                           | Statele Unite ale Americii                       | Tommy Chong                    |
| The Boys Next Door                         | 1985                                                           | Statele Unite ale Americii                       | Penelope Spheeris              |
| Avenging Force                             | 1986 1987-01-15                                                | Statele Unite ale Americii                       | Sam Firstenberg                |
| Detective School Dropouts                  | 1986 1987-07-23                                                | Statele Unite ale Americii Italia                | Filippo Ottoni                 |
| Wild Thing                                 | 1987 1987-06-11                                                | Statele Unite ale Americii                       | Max Reid                       |
| Platoon Leader                             | 1988                                                           | Statele Unite ale Americii                       | Aaron Norris                   |
| Gotham                                     | 1988                                                           | Statele Unite ale Americii                       | Lloyd Fonvielle                |
| American Ninja 3: Blood Hunt               | 1989 1989-06-08                                                | Statele Unite ale Americii                       | Cedric Sundstrom               |
| Ten Little Indians                         | 1989                                                           | Regatul Unit                                     | Alan Birkinshaw                |
| Wild Orchid II: Two Shades of Blue         | 1991 1992-05-07                                                | Statele Unite ale Americii                       | Zalman King                    |
| Hard Promises                              | 1991 1992-03-26                                                | Statele Unite ale Americii                       | Martin Davidson                |
| Red Shoe Diaries                           | 1992                                                           | Statele Unite ale Americii                       | Zalman King                    |
| Brainscan                                  | 1994                                                           | Statele Unite ale Americii Canada Regatul Unit   | John Flynn                     |
| Mother's Boys                              | 1994 1994-11-17                                                | Statele Unite ale Americii Regatul Unit          | Yves Simoneau                  |
| Delta of Venus                             | 1994                                                           | Statele Unite ale Americii Cehia                 | Zalman King                    |
| Hellbound                                  | 1994-01-21                                                     | Statele Unite ale Americii                       | Aaron Norris                   |
| The Viking Sagas                           | 1995                                                           | Statele Unite ale Americii                       | Michael Chapman                |
| Top Dog                                    | 1995-04-28 1995-05-11 1995-07-05 1995-07-06 1995-11 1996-10-16 | Statele Unite ale Americii                       | Aaron Norris                   |
| Mortal Kombat                              | 1995-08-18 1995-10-27 1996-01-18                               | Statele Unite ale Americii                       | Paul W. S. Anderson            |
| Beyond the Call                            | 1996                                                           | Statele Unite ale Americii                       | Tony Bill                      |
| The Last Days of Frankie the Fly           | 1996                                                           | Statele Unite ale Americii                       | Peter Markle                   |
| Business for Pleasure                      | 1997                                                           | Statele Unite ale Americii                       | Rafael Eisenman                |
| Trojan War                                 | 1997                                                           | Statele Unite ale Americii                       | George Huang                   |
| Beverly Hills Ninja                        | 1997-04-17 1997                                                | Statele Unite ale Americii                       | Dennis Dugan                   |
| Austin Powers și organizația secretă       | 1997-05-02 1997-11-20 1997                                     | Statele Unite ale Americii                       | Jay Roach                      |
| Mortal Kombat: Annihilation                | 1997-11-21                                                     | Statele Unite ale Americii                       | John R. Leonetti               |
| Black Dog                                  | 1998 1998-10-01                                                | Statele Unite ale Americii Franța Germania       | Kevin Hooks                    |
| Wild Things                                | 1998-03-20                                                     | Statele Unite ale Americii                       | John McNaughton                |
| Soția astronautului                        | 1999 1999-11-18                                                | Statele Unite ale Americii                       | Rand Ravich                    |
| Austin Powers 2 - Spionul care mi-a tras-o | 1999-06-08 1999-06-11 1999-10-14 1999                          | Statele Unite ale Americii                       | Jay Roach                      |
| Sordid Lives                               | 2000                                                           | Statele Unite ale Americii                       | Del Shores                     |
| Ready to Rumble                            | 2000                                                           | Statele Unite ale Americii                       | Brian Robbins                  |
| 3000 Miles to Graceland                    | 2001                                                           | Statele Unite ale Americii                       | Demian Lichtenstein            |
| Joe Somebody                               | 2001 2003-02-27                                                | Statele Unite ale Americii                       | John Pasquin                   |
| Speaking of Sex                            | 2001                                                           | Statele Unite ale Americii                       | John McNaughton                |
| Austin Powers in Goldmember                | 2002-07-22 2002-10-24 2002-07-26 2002                          | Statele Unite ale Americii                       | Jay Roach                      |
| Moș Crăciun caută Crăciuniță               | 2002-11-01 2002-11-21 2002-10-27                               | Statele Unite ale Americii                       | Michael Lembeck                |
| Eulogy                                     | 2004                                                           | Germania Regatul Unit Statele Unite ale Americii | Michael Clancy                 |
| The Big Bounce                             | 2004                                                           | Statele Unite ale Americii                       | George Armitage                |
| New York Minute                            | 2004-05-01 2004-08-05                                          | Statele Unite ale Americii                       | Dennie Gordon                  |
| Catch That Kid                             | 2004-06-10 2004                                                | Statele Unite ale Americii Germania              | Bart Freundlich                |
| A Dirty Shame                              | 2004-09-12                                                     | Statele Unite ale Americii                       | John Waters                    |
| Crăciun cu scântei                         | 2006                                                           | Statele Unite ale Americii                       | John Whitesell                 |
| Big Momma's House 2                        | 2006-01-27 2006-04-13                                          | Statele Unite ale Americii                       | John Whitesell                 |
| Familia lui Moș Crăciun                    | 2006-11-03 2006-11-02                                          | Statele Unite ale Americii                       | Michael Lembeck                |
| Code Name: The Cleaner                     | 2007                                                           | Statele Unite ale Americii                       | Les Mayfield                   |
| The Clique                                 | 2008                                                           | Statele Unite ale Americii                       | Michael Lembeck                |
| Older than America                         | 2008                                                           | Statele Unite ale Americii                       | Georgina Lightning             |
| Harold & Kumar Escape from Guantanamo Bay  | 2008-03-23                                                     | Statele Unite ale Americii                       | Jon Hurwitz Hayden Schlossberg |
| The Love Guru                              | 2008-06-20 2008-10-02                                          | Statele Unite ale Americii                       | Marco Schnabel                 |
| Extract                                    | 2009-09-04                                                     | Statele Unite ale Americii                       | Mike Judge                     |
| Tooth Fairy                                | 2010 2010-03-18                                                | Statele Unite ale Americii                       | Michael Lembeck                |
| Salvation Boulevard                        | 2011-01-24 2011-07-15 2011-09-01                               | Statele Unite ale Americii                       | George Ratliff                 |
| Lovestruck: The Musical                    | 2013 2013-10-23                                                | Statele Unite ale Americii                       | Sanaa Hamri                    |
| The Harvest                                | 2013                                                           | Statele Unite ale Americii                       | John McNaughton                |

## Legături externe
- Site web oficial
- George S. Clinton la Internet Movie Database
- George S. Clinton la AllMusic